# Håkholmen
Håkholmen est une île dans le landskap Sunnhordland du comté de Vestland. Elle appartient administrativement à Øygarden.

## Géographie
Rocheuse et couvert d'une légère végétation, elle s'étend sur environ 515 m de longueur pour une largeur approximative de 393 m. Elle compte près d'une dizaine de bâtiments. 